# Киффгойзерланд
Киффгойзерланд (нім. Kyffhäuserland) — громада в Німеччині, розташована в землі Тюрингія. Входить до складу району Киффгойзер.
Площа — 128,40 км2. Населення становить 3887 ос. (станом на 31 грудня 2021).